# Psyllocarpus campinorum
Psyllocarpus campinorum är en måreväxtart som först beskrevs av Kurt Krause, och fick sitt nu gällande namn av Joseph Harold Kirkbride. Psyllocarpus campinorum ingår i släktet Psyllocarpus och familjen måreväxter. Inga underarter finns listade i Catalogue of Life.